# Gas criogeno

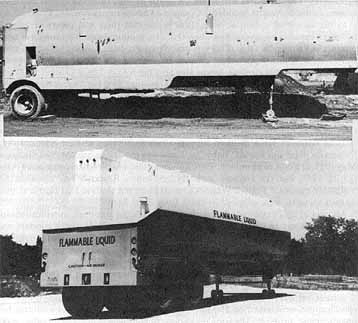
semirimorchio adoperato nel trasporto di idrogeno liquido

Un gas criogeno  o gas permanente è un gas che a pressione atmosferica bolle a temperature inferiori a -100 °C.
I gas criogenici sono fluidi refrigeranti usati per realizzare macchine frigorifere che permettono di arrivare a una refrigerazione a temperatura inferiore ai -160 °C.
Esempi di comuni gas criogenici sono: l'aria, l'azoto, l'ossigeno, l'argon, l'etilene, l'idrogeno, l'elio, il neon.

## Trasporto e conservazione
I gas criogeni sono conservati in serbatoi a temperature inferiori al loro punto di ebollizione. Se il calore entra in un serbatoio criogenico durante la conservazione o il trasporto, una parte del prodotto nel serbatoio rischia di evaporare e ebollire. Perciò gas liquefatti criogenici vengono trasportati in diversi contenitori termicamente isolati, che sono appositamente progettati per resistere ai rapidi ed estremi cambiamenti di temperatura ai quali sono sottoposti.

## Usi
I gas criogenici hanno un'ampia gamma di applicazioni. Ad esempio, il raffreddamento criogenico viene utilizzato per raffreddare la punta degli strumenti durante la lavorazione nel processo di produzione. L'ossigeno viene utilizzato per svolgere diverse funzioni importanti nel processo di produzione dell'acciaio. Molti razzi utilizzano gas criogenici come propellenti, tra cui ossigeno liquido, idrogeno liquido e metano liquido. I gas criogenici vengono anche utilizzati nel trasporto e nella conservazione di grandi quantità di cibo congelato.

## Criogenia
La criogenia è la branca della tecnologia che riguarda lo studio, la produzione e l'utilizzo i materiali a temperature molto basse. La criogenia ha avuto e continua ad avere una notevole importanza in fisica e in chimica. Il NIST, l'agenzia federale USA che si occupa di tecnologie, ha scelto di considerare il campo della criogenia quello che riguarda temperature sotto i 93 K (-179,85 °C). Poiché i tipici punti di ebollizione dei gas comunemente chiamati criogenici sono al di sotto di 93 K.
La criogenia ha diverse applicazioni industriali e scientifiche. Alcune di queste sono:
- Distillazione dell'aria: un processo che separa i componenti dell'aria (come azoto, ossigeno e argon) sfruttando le diverse temperature di ebollizione dei gas criogenici.

- Processi criogenici: processi che utilizzano gas criogenici per modificare le proprietà fisiche o chimiche di materiali o sostanze. Ad esempio, la criomolatura è una tecnica che usa azoto liquido per ridurre in polvere materiali organici o inorganici.

- Combustibili criogenici: combustibili che sono allo stato liquido a temperature molto basse e che vengono usati per alimentare motori a razzo o aerei. Ad esempio, l'idrogeno liquido è un combustibile criogenico che ha un alto potere calorifico e una bassa densità.

- Trasporto di gas naturale: il gas naturale viene liquefatto a temperature criogeniche per ridurne il volume e facilitarne il trasporto via nave o via terra. Il gas naturale liquefatto (GNL) ha una temperatura di circa -160 °C e occupa circa 600 volte meno spazio del gas naturale allo stato gassoso